# 巴倫鎮區 (阿肯色州獨立縣)
巴倫鎮區（英語：Barren Township）是位於美國阿肯色州獨立縣的一個行政鎮區。

## 地方資料
巴倫鎮區的面積為105.02平方千米，當中陸地面積為104.78平方千米，而水域面積為0.24平方千米。根據2010年美國人口普查的數據，當地共有人口1483人，而人口密度為每平方千米14.12人。